# Deserto del Taklamakan
Il Taklamakan (in uiguro Täklimakan qumluqi, تەكلىماكان قۇملۇقى; in cinese tǎkèlāmǎgān shāmò 塔克拉玛干沙漠) è un deserto continentale dell'Asia centrale, situato quasi interamente nella regione autonoma uigura dello Xinjiang in Cina, che occupa quasi interamente il bacino del Tarim. Soprannominato il «Mare della morte», l'etimologia della parola Taklamakan è incerta; le due ipotesi più verosimili la ricollegano sia a un'origine arabo-persiana («luogo deserto, abbandonato») sia all'espressione strettamente uigura taqlar makan, che significa «luogo delle rovine».
Di forma ovoidale, questo deserto occupa una vasta conca geologica delimitata dal massiccio del Pamir e da quello del Tien Shan a nord e a ovest, e dalla Catena del Kunlun e dall'altopiano del Tibet a sud. È situato a ovest del deserto del Gobi. Con una lunghezza da ovest a est di 1000 km, una larghezza da nord a sud di 500 km e una superficie di 270.000 km², è il 18° deserto più grande della terra, nonostante tale piazzamento vari a seconda delle fonti.

## Geografia

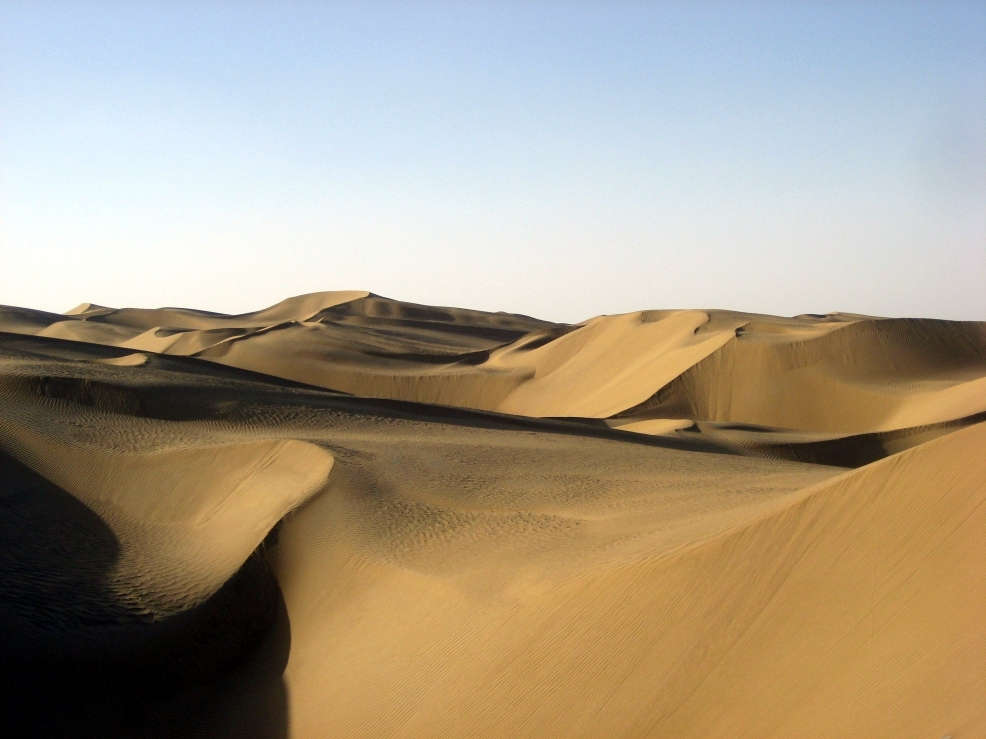
Le dune del Taklamakan.

Questo deserto molto antico, situato all'interno del vastissimo bacino del Tarim, presenta una notevole subsidenza tra la depressione di Turfan e i monti Kunlun e Karakorum, probabilmente formatasi nel corso dell'Oligocene. L'insieme poggia su spesse coltri sedimentarie - che possono raggiungere i 3300 m di spessore - formatesi nel corso del Pliocene e del Pleistocene. Questo importante affossamento ha permesso la formazione del fiume Tarim, lungo 2000 km e che si perde nel Lop Nor (Lago Lop in mongolo), immensa palude salmastra situata a sud di Turfan, la cui superficie diminuisce nel corso dei secoli. È proprio in questa regione che la Cina ha effettuato la maggior parte dei suoi test nucleari.

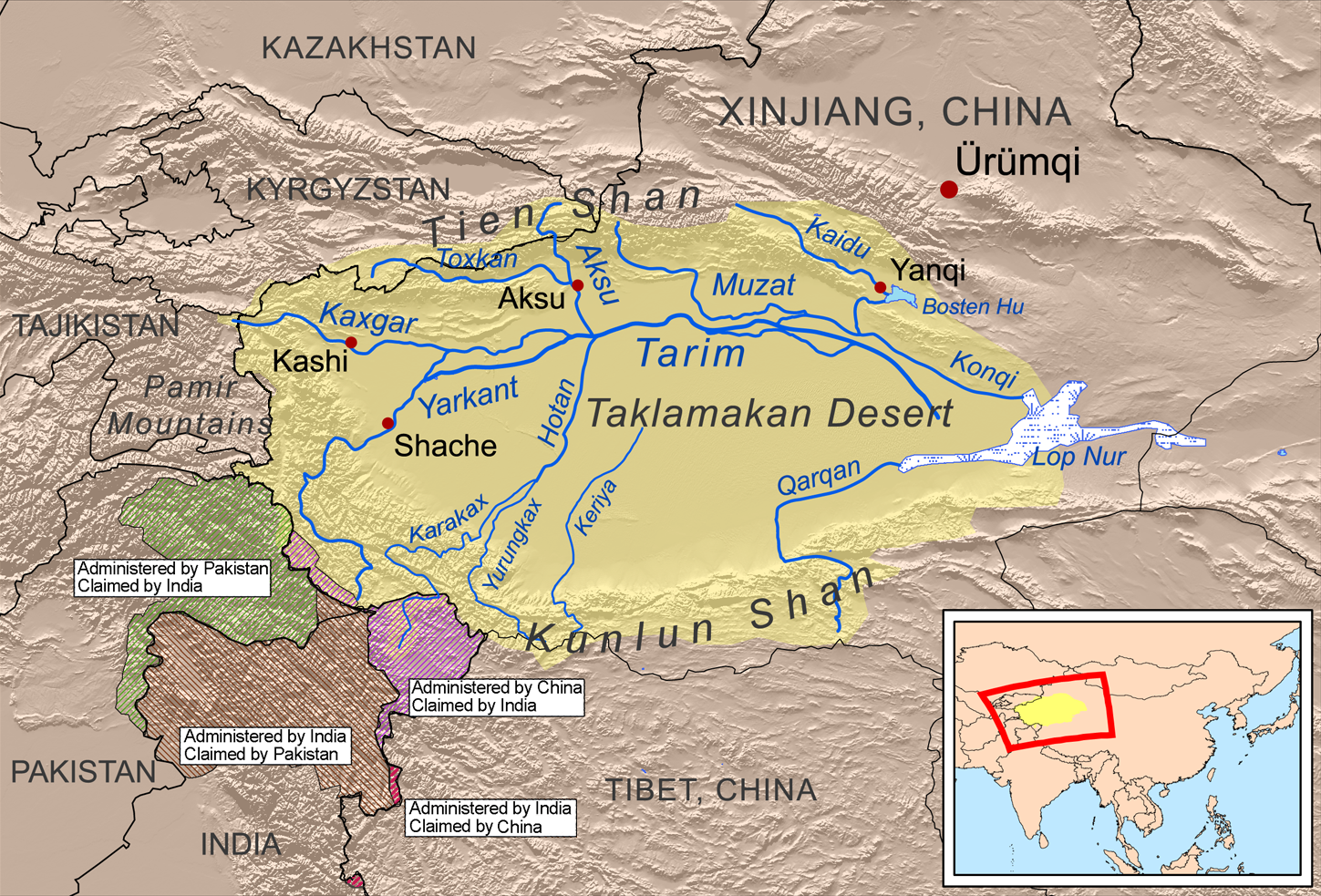
Carta del Taklamakan e del bacino del Tarim.

Altri corsi d'acqua, come il Keriya, scendono dalla catena del Pamir, a ovest, o del Kunlun, a sud-ovest. 15.000 anni fa, alla fine dell'ultima glaciazione, il Keriya attraversava il deserto fino a nord. Questa fase si protrasse fino al 4000 a.C., quando la sua portata iniziò a diminuire e le sue acque iniziarono a perdersi tra le sabbie. Il suo antico corso è delimitato dai tronchi degli alberi morti più o meno allineati tra le dune. Gli esploratori hanno trovato qui antiche città, come quella che è stata chiamata Jumbulak Kum (Le Sabbie tonde), lungo un antico letto del Keriya. Risalente al 500 a.C. circa, si trovava molto in profondità nel deserto. Attualmente, solo il fiume Hotan, situato più a ovest, riesce ad attraversare il deserto.
Le dune del Taklamakan, di varia natura, raggiungono altezze comprese tra gli 80 e i 200 m. Esse hanno completato la loro formazione circa 70.000 anni fa. Nonostante il deserto sia per lo più sabbioso e costituito da erg, in esso si trovano anche pianure argillose e reg.

## Clima

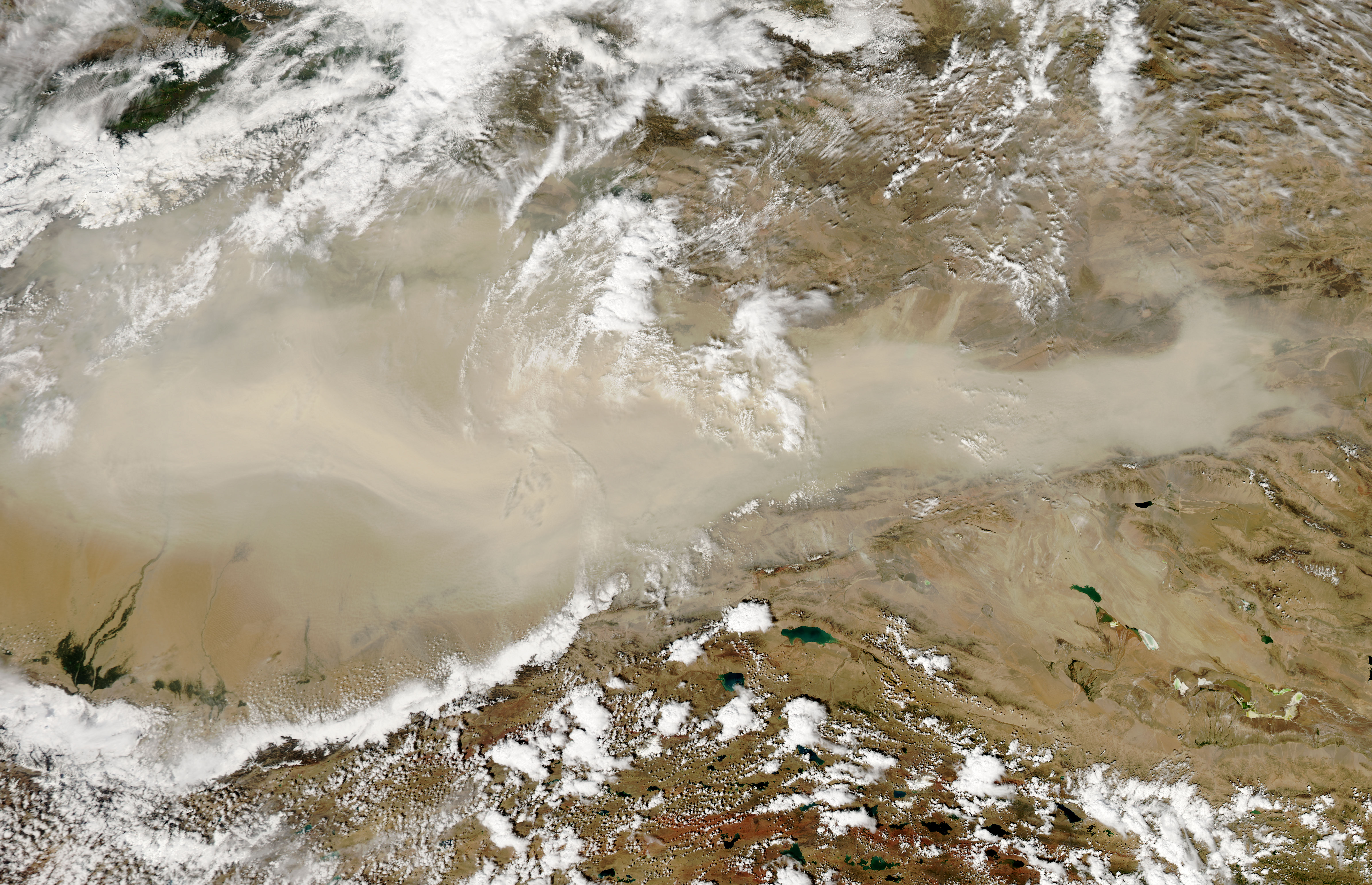
Tempeste di sabbia sul deserto del Taklamakan.

Il clima del Taklamakan è continentale. È caratterizzato da precipitazioni estremamente scarse, che vanno dai 38 mm annui a ovest agli appena 10 mm annui a est. Durante il Miocene, con l'innalzamento dell'altopiano tibetano, i grandi cambiamenti nella circolazione atmosferica a esso correlati mutarono profondamente i parametri del monsone e resero il bacino particolarmente secco.
Le temperature estive sono elevate: possono raggiungere i 38 °C all'estremità orientale del deserto, e in luglio la temperatura media è di 25 °C. Gli inverni, al contrario, sono molto freddi, e in gennaio si riscontrano temperature medie comprese tra i -9 e i -10 °C. Le temperature più basse possono facilmente raggiungere i -20 °C.
Nella regione occidentale del deserto, prevalgono in estate i venti provenienti da nord e da nord-ovest. Queste due correnti d'aria, incontrandosi nei pressi del centro del deserto, all'estremità settentrionale del fiume Keriya, creano un complesso sistema di circolazione che si riflette chiaramente nella topografia delle dune di sabbia. In primavera, quando la sabbia superficiale si riscalda, si sviluppano delle correnti ascensionali, e i venti provenienti da nord-est divengono molto potenti. Durante questo periodo sono frequenti tempeste di sabbia che con l'impeto di un uragano riempiono l'atmosfera di polvere fino a 4000 m di altezza.

## Ecoregione

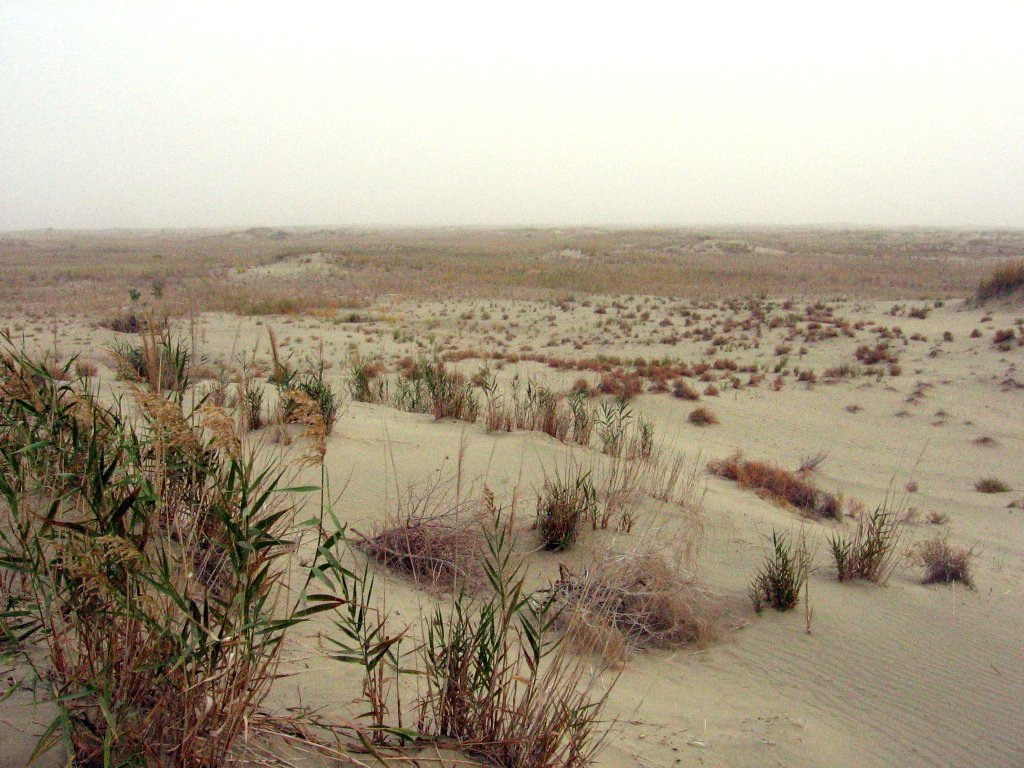
Paesaggio nei pressi di Yarkand (Xinjiang).

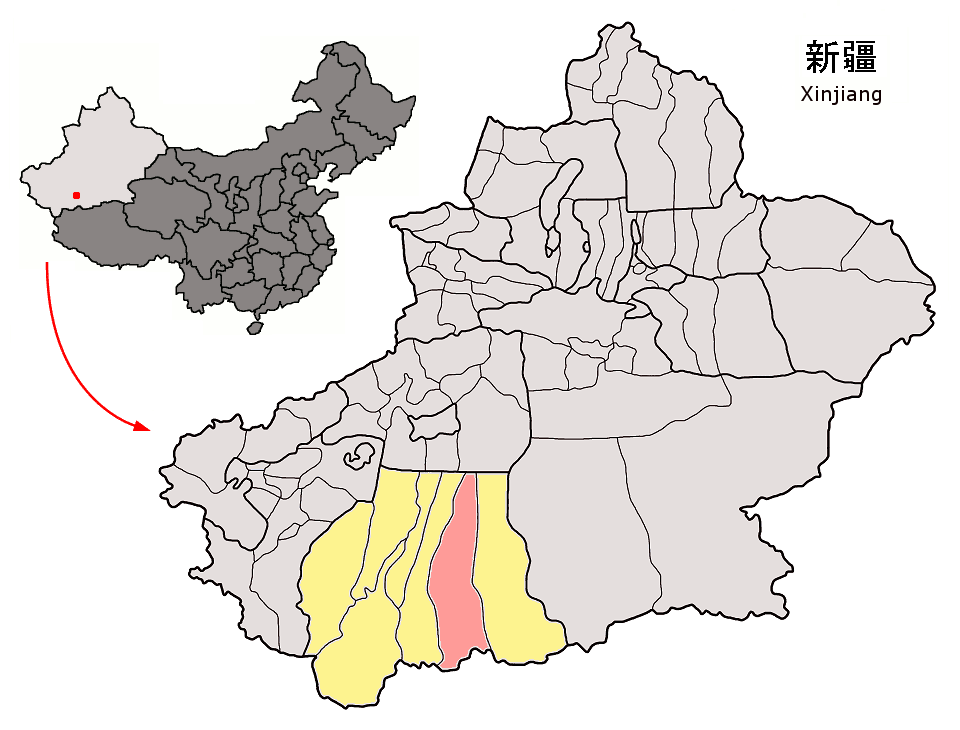
Sito della valle del fiume Keriya.

Il deserto del Taklamakan costituisce un'ecoregione terrestre definita dal WWF (codice ecoregione: PA1330), che si estende al di là dei limiti geografici del deserto, ma non comprende la zona della steppa e foreste decidue del bacino del Tarim, situata al suo centro.

### Flora
Quasi interamente costituito da sabbie in movimento, il deserto non ospita praticamente alcuna forma di vegetazione. Quando il movimento delle sabbie rallenta, le dune possono essere colonizzate da certe specie vegetali quali Alhagi sparsifolia, Scorzonera divaricata o Karelinia caspia. Nelle regioni periferiche, dove il substrato è più stabile, la vegetazione può ricoprire fino al 5% del suolo. I principali arbusti sono Ephedra przewalskii e Nitraria sphaerocarpa. Lungo i corsi d'acqua crescono alberi come il pioppo dell'Eufrate. Le sabbie possono ospitare arbusti del genere Tamarix o delle graminacee.

### Fauna
Pur essendo inospitale per l'uomo, il deserto del Taklamakan ospita ancora piccole popolazioni di animali ormai scomparse dal resto della Cina, come il cammello della Battriana e l'asino selvatico asiatico.
Il letto ormai essiccato del lago Lop Nor, ove veniva praticata la pesca in piroga, ospitava, a seconda delle stagioni, una grande quantità di uccelli acquatici: gabbiani, sterne, cigni, anatre, aironi, ecc.

### Conservazione
La copertura vegetale spontanea tende a diminuire a seguito di attività umane quali lo sfruttamento del legname o le dannose pratiche di irrigazione: è stato stimato che il deserto abbia guadagnato 28.000 km² a partire dalla nostra era, di cui 9000 km² solamente nel corso del XX secolo. La superficie delle foreste di pioppi sarebbe passata dai 5800 km² del 1958 ai 2800 km² del 1979.

## Popolazione
Il deserto del Taklamakan è delimitato a nord e a sud da una serie di città-oasi che costituivano i rami nord e sud della Via della seta tra le catene montuose circostanti e il corridoio del Gansu a est.
Dal IX secolo, la popolazione è costituita da Uiguri turcofoni. Negli ultimi decenni, la regione ha registrato una forte immigrazione di cinesi Han.
In precedenza, la regione era abitata da una popolazione di lingua indo-europea, i Tocari. Le testimonianze archeologiche (in particolare le mummie del Tarim) indicano che questa popolazione indo-europea originaria era probabilmente presente qui fin dall'inizio del II millennio a.C.

## Oasi
Nel deserto del Taklamakan sono presenti numerose oasi, fra le principali vanno menzionate le seguenti:
- Dandan Oilik
- Guma
- Hotan
- Kashgar
- Minfeng
- Miran
- Niya
- Yecheng